# Aloe johannis-bernardii
Aloe johannis-bernardii ist eine Pflanzenart der Gattung der Aloen in der Unterfamilie der Affodillgewächse (Asphodeloideae). Das Artepitheton johannis-bernardii ehrt Jean-Bernard Castillon, der zahlreiche auf Madagaskar beheimatete Arten beschrieb und der Vater des Erstbeschreibers ist.

## Beschreibung

### Vegetative Merkmale
Aloe johannis-bernardii wächst stammlos oder kurz stammbildend, verzweigt und bildet in der Regel kleine Klumpen. Die Stämme erreichen eine Länge von 15 bis 20 Zentimeter. Die elf bis 15 aufrecht-ausgebreiteten, lanzettlich-zugespitzten Laubblätter bilden Rosetten. Die Blattspreite ist 50 Zentimeter lang und 3 bis 4 Zentimeter breit. Die Spitze ist rot gezahnt. Die spitzen, gelben Zähne am Blattrand sind etwa 2 Millimeter lang und stehen 15 Millimeter voneinander entfernt.

### Blütenstände und Blüten
Der Blütenstand besteht aus ein bis zwei Zweigen und erreicht eine Länge von 50 bis 70 Zentimeter. Die dichten, kopfigen bis kurz zylindrischen Trauben sind 6 bis 8 Zentimeter lang und 10 Zentimeter breit. Ihre hängenden Blüten öffnen sich von der Traubenspitze abwärts. Die weißen Brakteen weisen eine Länge von 3 Millimeter auf und sind 2 bis 4 Millimeter breit. Die zylindrischen, gelblich grünen bis cremefarbenen Blüten stehen an 24 Millimeter langen, rötlichen Blütenstielen. Die Blüten sind 25 bis 27 Millimeter lang. Auf Höhe des Fruchtknotens weisen die Blüten einen Durchmesser von 4 Millimeter auf. Darüber sind sie zur Mündung auf 8 Millimeter erweitert. Ihre äußeren Perigonblätter sind nicht miteinander verwachsen. Die Staubblätter und der Griffel ragen kaum aus der Blüte heraus.

## Systematik und Verbreitung
Aloe johannis-bernardii ist auf Madagaskar in einem kleinen Gebiet bei Antsirabe auf einem felsigen Quarzithügel verbreitet.
Die Erstbeschreibung durch Jean-Philippe Castillon wurde 2008 veröffentlicht.

## Nachweise